# باولا فودغ
باولا فودغ (بالإنجليزية: Paula Fudge)‏ هي منافسة ألعاب القوى بريطانية، ولدت في 30 مارس 1952.

## وصلات خارجية
- باولا فودغ على موقع الاتحاد الدولي لألعاب القوى (الإنجليزية)
- باولا فودغ على موقع اتحاد ألعاب الكومنولث (مؤرشف) (الإنجليزية)